# Daniel Ballard
Daniel George Ballard (Stevenage, 22 de septiembre de 1999) es un futbolista británico que juega en la demarcación de defensa para el Sunderland A. F. C. de la Premier League.

## Biografía
Tras formarse en las filas inferiores del Arsenal F. C., en 2019 se marchó cedido al Swindon Town F. C. Debutó con el primer equipo el 3 de agosto de 2019 en la English Football League Two contra el Scunthorpe United, encuentro que finalizó por 0-2. En octubre de 2020 volvió a ser prestado, marchándose al Blackpool F. C. hasta final de año, prolongándose posteriormente la cesión hasta final de temporada. Acumuló una nueva cesión en el curso 2021-22, en esta ocasión en el Millwall F. C. El 30 de junio de 2022, cuando esta expiró, fue traspasado al Sunderland A. F. C.
El 13 de mayo de 2025 marcó, en el tiempo de descuento de la prórroga de las semifinales de la promoción de ascenso, el gol que clasificó al Sunderland A. F. C. para la final, en la que consiguieron ascender a la Premier League.

## Selección nacional
Tras jugar con la selección sub-19 de Irlanda del Norte y la sub-21, finalmente debutó con la selección absoluta el 4 de septiembre de 2020 contra Rumania, encuentro que finalizó con un resultado de empate a uno tras el gol de George Puşcaş para Rumania, y de Gavin Whyte para Irlanda del Norte.

## Clubes
| Club                        | País       | Año       | Partidos | Goles |
| --------------------------- | ---------- | --------- | -------- | ----- |
| Swindon Town F. C. (cedido) | Inglaterra | 2019      | 3        | 1     |
| Blackpool F. C. (cedido)    | Inglaterra | 2020-2021 | 30       | 2     |
| Millwall F. C. (cedido)     | Inglaterra | 2021-2022 | 33       | 1     |
| Sunderland A. F. C.         | Inglaterra | 2022-     | 89       | 6     |

## Palmarés

### Títulos nacionales
| Título                      | Club               | País       | Año  |
| --------------------------- | ------------------ | ---------- | ---- |
| English Football League Two | Swindon Town F. C. | Inglaterra | 2020 |